# 朱術雅
遼王朱術雅（1606前—1646年），明朝第九代遼王，長陽王朱憲煥的嫡長子。
萬曆三十四年（1606年）受封長陽長子，後襲封長陽王。
當北京被攻陷，朱術雅出逃，曾到衡州，後來到廣州。因他生死不明，其弟朱術桂在投靠監國魯王朱以海後襲封長陽王，並得到隆武帝的承認。
南明朝廷在隆武元年（1645年）十一月晉封朱術雅為遼王。朱術桂得知，堅決請將長陽王讓給朱術雅的次子，於是在隆武二年（1646年）朱術桂被改封為寧靖王。
朱術雅在位一年。隆武二年（1646年）十二月，清朝士兵攻打廣州，朱術雅投降後，孔有德將其處決。
| 前任： 父朱憲煥                          | 明長陽國國王 1617年後－1645年 | 無 原因：襲封遼國，封國廢除     |
| 空缺上一位持有相同頭銜者：愍王朱憲㸅     | 明遼國國王 1645年－1646年     | 無 原因：南明未再續封，封國廢除 |
| 前任： 不詳，疑為朱術堣或朱儼鐵 遼府宗理 | 明遼國國王 1645年－1646年     | 無 原因：南明未再續封，封國廢除 |